# Nhạc Siêu Long
Nhạc Siêu Long (chữ Hán: 岳超龙, ? – 1732), người Thành Đô, Tứ Xuyên, tướng lãnh nhà Thanh trong lịch sử Trung Quốc.

## Cuộc đời và sự nghiệp
Siêu Long có tổ tịch ở phủ Lâm Thao, tỉnh Cam Túc . Năm Khang Hi thứ 49 (1710), anh trai của Siêu Long là Nhạc Thăng Long xin nhập tịch vào phủ Thành Đô, tỉnh Tứ Xuyên, nên cả nhà họ Nhạc đều dời về đấy.
Ban đầu Siêu Long mạo xưng là Lưu Viết Kiệt, nhập ngũ, nhiều lần được thăng chức, làm đến Kiến Xương tả doanh Thủ bị. Siêu Long được gặp Khang Hi đế, sau khi trò chuyện, được phép khôi phục danh tính, cất nhắc vượt cấp làm Đông Xuyên doanh Du kích. Về sau để tránh liên quan đến Nhạc Chung Kỳ (con trai của Nhạc Thăng Long), Siêu Long được đổi sang Tây Ninh tả doanh.
Năm Ung Chính thứ 2 (1724), Siêu Long được thụ chức Hà Châu hiệp Phó tướng, tiễu định người thiểu số làm loạn ở các trại Thiết Bố. Sau đó lại tránh liên quan đến Nhạc Chung Kỳ, Siêu Long được đổi sang Trương Gia Khẩu hiệp.
Năm thứ 6 (1728), Siêu Long được thăng làm Thiên Tân tổng binh.
Năm thứ 8 (1730), Siêu Long được cất nhắc làm Hồ Quảng đề đốc. Khởi nghĩa dân tộc thiểu số ở phủ Ô Mông  nổ ra, Siêu Long lệnh cho tổng binh Tô Đại Hữu soái phó tướng Hà Miễn, tham tướng Vô Xuân Linh tham gia đánh dẹp. Ngay sau đó Siêu Long điều binh chia nhau phòng bị ranh giới với tỉnh Quý Châu; Ung Chính đế rất hài lòng với phản ứng nhanh nhạy ấy nên khen ngợi ông.
Năm thứ 10 (1732), Siêu Long mất.

## Hậu nhân
Con trai là Nhạc Chung Hoàng được làm đến Tứ Xuyên đề đốc.